# 文昌阁 (闽清县)
文昌阁，是位于中国福建省福州市闽清县上莲乡上峰村的一个清代古建筑，1992年入选第四批闽清县文物保护单位。
文昌閣因古人祈求文运昌盛而建，主祀文昌帝君。位于福州闽清上莲的文昌阁始建于清朝乾隆年间，是一座保存较为完好的阁楼，楼阁式六角三层，层层内收，每层出檐翘脊，脊背饰卷草，下施角鱼，葫芦顶刹。通高12米，六角基座高0.3米，每边长7米，进深10.34米、宽12.34米。阁楼内有直通阁顶的木梯，一层的大门面朝南方，面阔3间，进深5柱，上两层为整体单间，有方形、圆形门窗。